# Volo American Airlines 383 (2016)
Il volo American Airlines 383 era un collegamento passeggeri di linea nazionale dall'aeroporto Internazionale di Chicago-O'Hare, Chicago, all'aeroporto Internazionale di Miami, Miami, negli Stati Uniti d'America. Il 28 ottobre 2016, un Boeing 767-300ER che operava il volo (numero di registrazione N345AN) stava accelerando per il decollo sulla pista 28R del Chicago O'Hare quando il motore destro del velivolo subì un guasto distruttivo che causò un grave incendio. L'equipaggio riuscì a interrompere la corsa di decollo ed evacuare tutti i presenti a bordo mentre i servizi di emergenza spegnevano l'incendio. Ventuno persone rimasero ferite e l'aereo venne sostanzialmente danneggiato e in seguito demolito.
Il motore destro aveva subito un'improvvisa rottura del disco della fase 2 mentre funzionava alla spinta di decollo. Il disco si era separato in due pezzi, il più piccolo dei quali aveva trafitto il serbatoio di carburante dell'ala ed era finito a 895 metri dal Boeing, cadendo attraverso il tetto in una struttura della United Parcel Service (UPS) e posandosi sul pavimento dell'edificio. Nessun dipendente dell'UPS nell'edificio rimase ferito.

## L'aereo
Il velivolo coinvolto era un Boeing 767-300ER, marche N345AN, numero di serie 33084, numero di linea 906. Volò per la prima volta il 16 aprile 2003 e venne consegnato ad American Airlines il 30 aprile dello stesso anno. Era spinto da 2 motori turboventola General Electric CF6-80C2B6. Al momento dell'incidente, l'aereo aveva quasi 14 anni e aveva accumulato 50 632 ore di volo in 8 120 cicli di decollo-atterraggio.

## L'equipaggio
Il comandante era il 61enne Anthony Paul Kochenash. Volava con American Airlines dal maggio 2001 e in precedenza aveva lavorato per TWA da gennaio 1986 ad aprile 2001. Kochenash prestò servizio nella Marina degli Stati Uniti da maggio 1976 a dicembre 1985 come veterano della guerra Iran-Iraq. Aveva 17 400 ore di esperienza di volo, di cui 4 000 su Boeing 767. Il primo ufficiale era David Travis Ditzel, 57 anni. Come il comandante, iniziò a lavorare per American Airlines dal maggio 2001 e in precedenza aveva volato per TWA da dicembre 1995 ad aprile 2001. Ditzel prestò servizio nella Marina degli Stati Uniti da maggio 1980 a dicembre 1995 come veterano della guerra Iran-Iraq, Guerra del Golfo e Guerra bosniaca. Aveva 22 000 ore di esperienza di volo, di cui 1 600 su Boeing 767.

## L'incidente

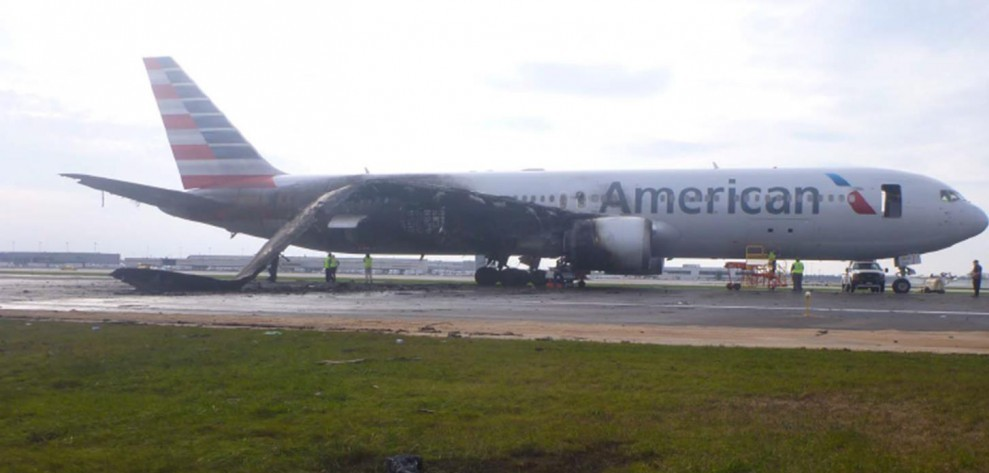
I danni alla parte destra del velivolo.

Alle 14:30 Central Time Zone (CDT), il volo 383 venne autorizzato a decollare dalla pista 28R. L'aereo iniziò la corsa di decollo un minuto dopo, con il comandante a pilotare il velivolo e il primo ufficiale a monitorare gli strumenti. Alle 14:31:32, il primo ufficiale chiamò "ottanta nodi", tuttavia, undici secondi dopo, il registratore vocale della cabina di pilotaggio (CVR) registrò un forte rumore. L'aereo iniziò a virare verso destra e il comandante abortì il decollo.
Il primo ufficiale contattò la torre di controllo: "American Tre otto tre heavy si ferma sulla pista". Il controllore, avendo già notato il guasto al motore, rispose "Roger Roger. Fire (Incendio)", avvisando l'equipaggio della situazione. Il primo ufficiale chiese al controllore della torre "vedi fumo o fuoco?". Questi rispose "sì, fiamme sull'ala destra". Il primo ufficiale ordinò ai camion dei pompieri di recarsi presso l'aeromobile. Il comandante chiese la lista di controllo per rispondere all'incendio del motore; questo venne spento e il suo estintore fu attivato. Il comandante chiese quindi la lista di controllo per l'evacuazione e ordinò agli assistenti di volo di iniziare la procedura. La prima uscita di emergenza venne aperta da 8 a 12 secondi dopo l'arresto dell'aeromobile. Gli ultimi a uscire furono i piloti.

## Le indagini

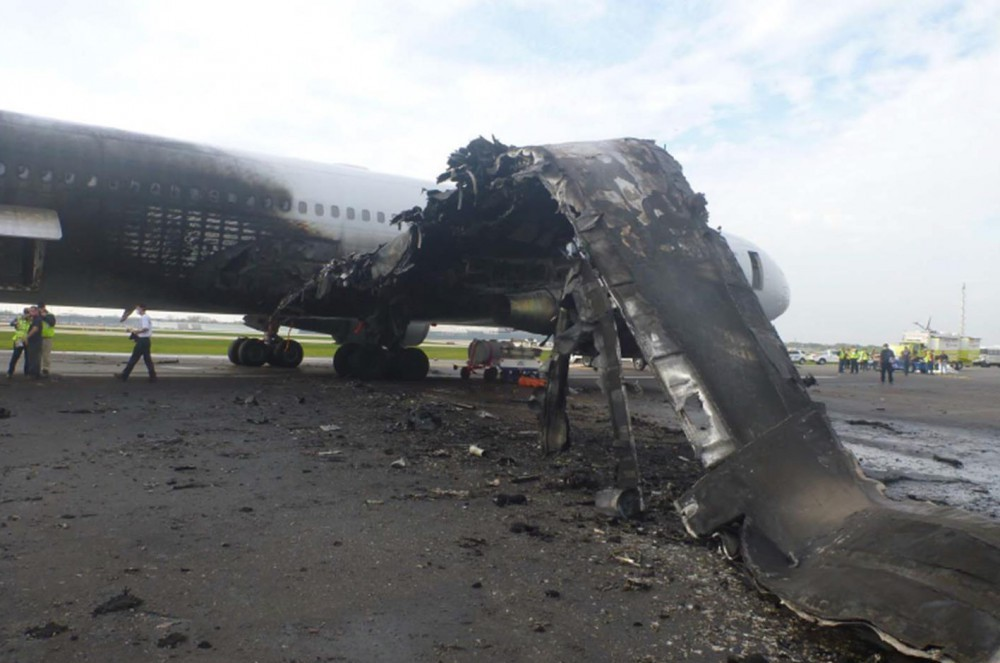
L'ala destra completamente distrutta.

Nel luglio 2017, GE Aviation pubblicò un bollettino di servizio in cui raccomandava alle compagnie aeree di effettuare ispezioni regolari sui dischi di prima e seconda fase di tutti i motori CF6 costruiti prima del 2000.
Il 30 gennaio 2018, il National Transportation Safety Board (NTSB) pubblicò la relazione finale sull'incidente del volo American Airlines 383. Il team investigativo rintracciò l'origine del guasto del disco 2 in una "macchia bianca sporca discreta" che, a giudizio dell'NTSB, con le tecniche di ispezione disponibili, non sarebbe stata rilevabile né al momento della fabbricazione né durante la successiva ispezione. Di conseguenza, l'NTSB formulò diverse raccomandazioni di sicurezza, non solo per quanto riguarda il motore e l'aeromobile, ma anche per le questioni sollevate dall'evacuazione.

### Ispezioni ai motori
Sebbene i motori GE CF6 fossero stati oggetto di più direttive di aeronavigabilità della Federal Aviation Administration (FAA), queste non si concentravano sui dischi più grandi e relativamente più lenti della fase 1 nella parte anteriore del motore, realizzati con una lega di nichel. Sebbene la FAA avesse segnalato l'intenzione di emettere un ordine per ispezioni a ultrasuoni dei CF6-80 nel settembre 2017, l'NTSB chiese che tali ispezioni fossero estese a tutti i modelli di motori di aeromobili commerciali di grandi dimensioni in servizio. Il 30 agosto 2018, la FAA emise una direttiva di aeronavigabilità che imponeva alle compagnie aeree di eseguire ispezioni a ultrasuoni nei dischi delle fasi 1 e 2 su motori come quelli coinvolti nel volo 383. L'NTSB chiese anche che venissero aumentate le precauzioni in fase di progettazione.

### Procedure
Il National Transportation Safety Board raccomandò liste di controllo in caso di incendio al motore diverse per situazioni a terra e in volo. Fino al momento dell'incidente le checklist non differivano e l'unica lista di controllo non includeva un passaggio separato in cui, se l'aereo si fosse trovato a terra, entrambi i motori sarebbero dovuti essere spenti per consentire l'evacuazione. Di conseguenza, un passeggero che stava evacuando usando l'uscita sopra l'ala a sinistra fu l'unica persona gravemente ferita quando finì a terra a causa dello scarico del motore ancora in funzione. Inoltre, la lista di controllo fornita ai piloti richiedeva lo scarico di uno solo dei due estintori nel motore interessato, seguita da un'attesa di 30 secondi per giudicare la sua efficacia; tuttavia, altre liste di controllo specifiche per le operazioni a terra richiedono l'uso immediato di entrambi i dispositivi antincendio al fine di creare un ambiente più sicuro per l'evacuazione dell'aeromobile.
Il Board riscontrò inoltre errori nelle comunicazioni tra l'equipaggio, inclusa l'incapacità degli assistenti di volo di utilizzare con successo l'interfono (che differiva dal modello utilizzato nell'addestramento) e l'incapacità dei piloti di tenere informati gli assistenti riguardo alla loro intenzione di evacuare. L'NTSB invitò anche a ricercare contromisure contro i passeggeri che, durante l'evacuazione, si portano appresso il bagaglio a mano nonostante specificamente istruiti di non farlo.